# Pseudosermyle guatemalae
Pseudosermyle guatemalae är en insektsart som först beskrevs av Rehn, J.A.G. 1903.  Pseudosermyle guatemalae ingår i släktet Pseudosermyle och familjen Diapheromeridae. Inga underarter finns listade i Catalogue of Life.